# Epigomphus occipitalis
Epigomphus occipitalis – gatunek ważki z rodziny gadziogłówkowatych (Gomphidae). Występuje na terenie Ameryki Południowej.